# Pisba
Pisba es un municipio colombiano ubicado en la Provincia de La Libertad, en el departamento de Boyacá. Se encuentra aproximadamente a 180 km de la ciudad de Tunja, capital del departamento.

## Toponimia

### Origen lingüístico[3]
- Familia lingüística: Chibcha
- Lengua: Muysccubun

### Significado
Pisba se deriva de la lengua chibcha y significa “honorable dominio de delante”. Pisba posiblemente pertenece a la lengua general Muisca y presenta los vocablos pwi “cantidad”, “dimensión”; s “por, para”, ba “dignidad”, “merecimiento”, fa-ba “ahora”.

### Origen / Motivación
En la época precolombina, el territorio del actual municipio de Pisba estaba habitado por indígenas del pueblo muisca, bajo el mando del cacique Pisba. El municipio tomó su nombre en mención a la comunidad indígena que habitó la región en tiempos previos a la llegada de los primeros conquistadores europeos.

## Historia
En la época precolombina, el territorio del actual municipio estaba habitado por indígenas del pueblo muisca, bajo el mando del cacique Pisba. A principios del siglo XVII llegaron al territorio los padres jesuitas, quienes además de Pisba, también evangelizaron los pueblos de Morcote, Chita, Támara, Paya, Guaseco y Pauto. En 1625, el arzobispo de Santafé, don Hernando Arias de Ugarte, encargó mediante auto al misionero José Dadey para que se hiciera cargo de la parroquia de Támara y los territorios anexos de Paya y Pisba. Más tarde, se le unieron los misioneros Domingo de Molina y José de Tobalina, este último para Pauto. El 3 de abril de 1629 los padres jesuitas fundaron oficialmente el pueblo. Por esa época, Támara y sus territorios anexos de Pisba y Paya contaba con 1304 indígenas sometidos, más los que habían fugado y se refugiaron en las montañas.
Durante la Campaña Libertadora, las tropas de Simón Bolívar pasaron por Pisba. El municipio fue erigido formalmente en 1913.

## Geografía
El territorio del municipio se halla empotrado en las estribaciones de la cordillera Oriental, rama de los Andes colombianos, hacia los Llanos Orientales. Una parte pequeña de la jurisdicción del municipio (240 ha) hace parte del Parque nacional natural Pisba.

### Límites del municipio
Pisba está delimitado con Casanare al nororiente y el resto con los siguientes municipios: 
| Noroeste: Socotá         | Norte: Chita | Nordeste: Támara ( Casanare) |
| Oeste: Mongua            |              | Este: Paya                   |
| Suroeste: Labranzagrande | Sur: Paya    | Sureste: Paya                |

### Datos del municipio
- Extensión total: 469,12 km²
  - Extensión área urbana: 439,8 km²
  - Extensión área rural: 30,968 km²
- Población: 1.481 hab
  - Cabecera: 339 hab
  - Resto: 1.142 hab
- Densidad de población: 3,16 hab/km²
- Altitud de la cabecera municipal : 1460 m s. n. m.
- Temperatura media: 22 °C
- Distancia de referencia: Tunja a 176 km

## Economía
Las principales actividades económicas dentro del municipio son la agricultura (los  cultivos de mayor extensión son el café y la caña de azúcar), ganadería y silvicultura, apicultura como fuentes de protección y turismo.

## Movilidad
A Pisba se llega a través de la Ruta Nacional 62 entre Sogamoso y Aguazul (Casanare), siendo su conexión por vía secundaria desde Aquitania, pasando por Labranzagrande al noroeste y finalmente al casco urbano municipal.